# Manota ancylochaeta
Manota ancylochaeta är en tvåvingeart som beskrevs av Heikki Hippa 2007. Manota ancylochaeta ingår i släktet Manota och familjen svampmyggor. Inga underarter finns listade i Catalogue of Life.